# 부피 플라스크

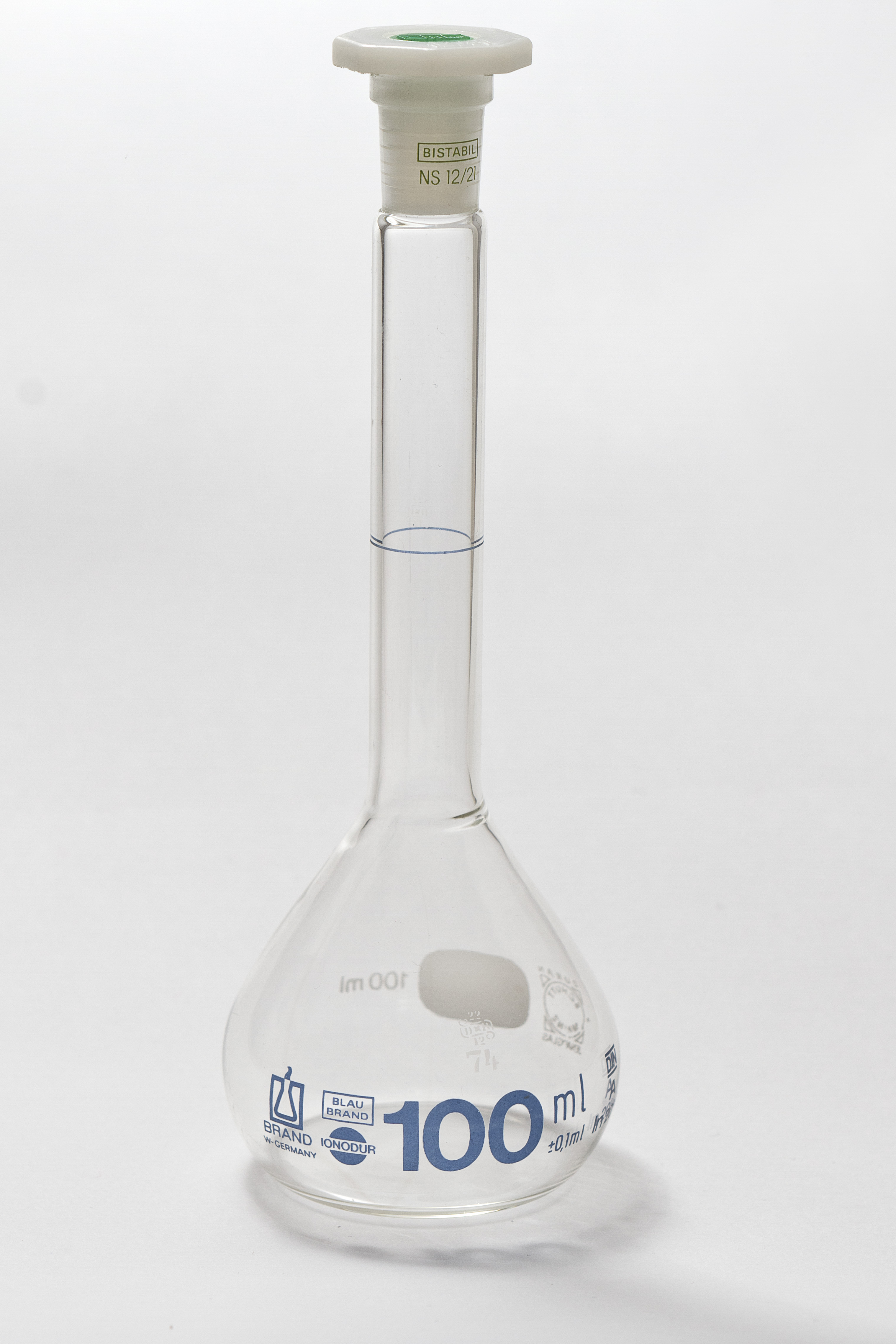

부피 플라스크(volumetric flask), 용량 플라스크, 측정 플라스크(measuring flask) 또는 눈금 플라스크(graduated flask)는 특정 온도에서 정확한 부피를 담도록 보정된 실험실 플라스크 유형인 실험실 기구의 일부이다. 부피 플라스크는 정확한 희석과 표준 용액 준비에 사용된다. 이 플라스크는 일반적으로 배 모양이고 바닥이 편평하며 유리나 플라스틱으로 만들어진다. 플라스크 입구에는 플라스틱 스냅/나사 캡이 있거나 폴리테트라플루오로에틸렌(PTFE) 또는 유리 마개를 수용할 수 있는 조인트가 장착되어 있다. 부피 플라스크의 목은 길고 좁으며 에칭된 링 눈금 표시가 있다. 표시는 해당 지점까지 채워졌을 때 포함된 액체의 양을 나타낸다. 표시는 일반적으로 20°C에서 "포함하기 위해"(여기서 영어 표현은 'to contain'으로, "TC" 또는 "IN" 표시)으로 교정 (공학)되고 이에 따라 라벨에 표시된다. 플라스크 라벨에는 공칭 부피, 공차 (공학), 정밀도 등급, 관련 제조 표준 및 제조업체 로고도 표시되어 있다. 부피 플라스크는 1밀리리터에서 수백 리터에 이르는 액체를 포함하는 다양한 크기로 제공된다.

## 같이 보기
- 눈금실린더
- 뷰렛